# シティ・スリッカーズ2/黄金伝説を追え
『シティ・スリッカーズ2/黄金伝説を追え』（ - おうごんでんせつをおえ、原題：City Slickers II: The Legend of Curly's Gold）は、1994年に公開されたアメリカ映画。1991年に公開された映画『シティ・スリッカーズ』の続編である。
前作で死亡したカーリーの双子の弟としてデュークが登場し、カーリー役のジャック・パランスが演じた。

## キャスト
| 役名                       | 俳優                           | 日本語吹替 |
| -------------------------- | ------------------------------ | ---------- |
| ミッチ・ロビンス           | ビリー・クリスタル             | 江原正士   |
| フィル                     | ダニエル・スターン             | 高宮俊介   |
| グレン・ロビンス           | ジョン・ロヴィッツ             | 星野充昭   |
| デューク・ウォッシュバーン | ジャック・パランス             | 大塚周夫   |
| バーバラ・ロビンス         | パトリシア・ウェティグ         | 一城みゆ希 |
| バッド                     | プルイット・テイラー・ヴィンス | 中村雄一   |
| マット                     | ビル・マッキニー               | 宝亀克寿   |
| ホリー・ロビンス           | リンゼイ・クリスタル           |            |
| ロイス                     | ベス・グラント                 |            |
| クレイ・ストーン           | ノーブル・ウィリンガム         |            |
| アイラ                     | デヴィッド・ペイマー           |            |
| バリー                     | ジョシュ・モステル             |            |

- 吹替その他：岡村明美、竹口安芸子、塚田正昭、田原アルノ、野沢由香里、松本大、相沢正輝、山崎たくみ、朝倉佐知、棚田恵美子

## スタッフ
- 監督：ポール・ウェイランド
- 製作：ビリー・クリスタル
- 製作総指揮：ピーター・シンドラー
- 脚本：ビリー・クリスタル、ローウェル・ガンツ、ババルー・マンデル
- 撮影：エイドリアン・ビドル
- 音楽：マーク・シャイマン
- 編集：ウィリアム・M・アンダーソン、アーメン・ミナシアン
- 製作会社：キャッスル・ロック・エンターテインメント、フェイスプロダクション

日本語版スタッフ
- 吹替演出：蕨南勝之
- 吹替翻訳：荒木小織